# Michela Murgia
Michela Murgia (Cabras, 3 de junho de 1972 – Roma, 10 de agosto de 2023) foi uma romancista, dramaturga e personalidade do rádio italiana. Venceu o Prêmio Campiello e do Prêmio Literário Internacional Mondello .

## Biografia
Michela Murgia nasceu em Cabras, na Sardenha, em 3 de junho de 1972. Aos 18 anos, ela foi acolhida por sua família adotiva como filla de anima, "filha de alma", uma adoção tradicional da Sardenha. Em contraste com a idade normal de 10 a 14 anos, a adoção de Murgia foi adiada devido à oposição de seu pai natural.
Murgia frequentou o instituto Lorenzo Mossa Oristano para estudos técnicos e depois ingressou no Instituto de Estudos Religiosos da Arquidiocese Católica Romana de Oristano para estudar teologia.
Murgia ensinou por seis anos estudos religiosos em escolas de ensino fundamental e médio em Oristano, mas nunca terminou seus estudos.

## Carreira

### Literário
O primeiro trabalho de Michela Murgia, Il mondo deve sapere, foi publicado em 2006. Tratava-se de uma sátira ao call center de telemarketing, destacando a exploração econômica e a manipulação psicológica de seus trabalhadores. O livro foi dramatizado para o palco por David Emmer, e estrelado por Teresa Saponangelo . Também foi filmado pelo cineasta Paolo Virzì, e lançado em 2008 como Tutta la vita davanti .
Em 2008, Murgia escreveu um livro de viagens em sua terra natal, a Sardenha, Viaggio in Sardegna .
O romance Accabadora, oublicado por Murgia em 2019, ganhou vários prêmios, incluindo o Mondello International Literary Prize e o Molinello Award for First Fiction.

### Colunista
Ela escreveu para o jornal italiano L'Espresso; sua coluna, iniciada em janeiro de 2021, é intitulada "L'Antitaliana" ("o antiitaliano").

### Atriz
Atuou em Quasi Grazia, peça de Marcello Fois, interpretando outra escritora sarda, Grazia Deledda .

### Político
Nas eleições regionais de fevereiro de 2014, ela se candidatou como parte da coalizão Possível Sardenha, que visava alcançar a independência da Sardenha por meio do voto, semelhante aos referendos catalão e escocês de 2014. ] Murgia não conseguiu um assento; ela ficou em terceiro lugar nas pesquisas, ganhando 10% dos votos.

## Morte
Murgia morreu em 10 de agosto de 2023, aos 51 anos.

## Obras

### Romances
- Il mondo deve sapere: Romanzo tragicomico di una telefonista precaria (Milão: Edizioni, 2006)ISBN 9788806230951
- Accabadora (Turim: Einaudi, 2009)ISBN 9788866213116

- L'Incontro (Turim: Einaudi, 2012)ISBN 9788806218836

### Não-ficção
- Viaggio in Sardegna: Undici percorsi nell'isola che non si vede (Turim: Einaudi, 2008)ISBN 9788806222192
- 'L'ho uccisa perché l'amavo' : Falso! (com Loredana Lipperini) (Bari: Laterza, 2013)ISBN 9788858107300
- '#Stai zitta e altre nove frasi che non vogliamo sentire più (Einaudi, 2021)ISBN 9788806249182